# Gale (maison d'édition)
Pour les articles homonymes, voir Gale (homonymie).

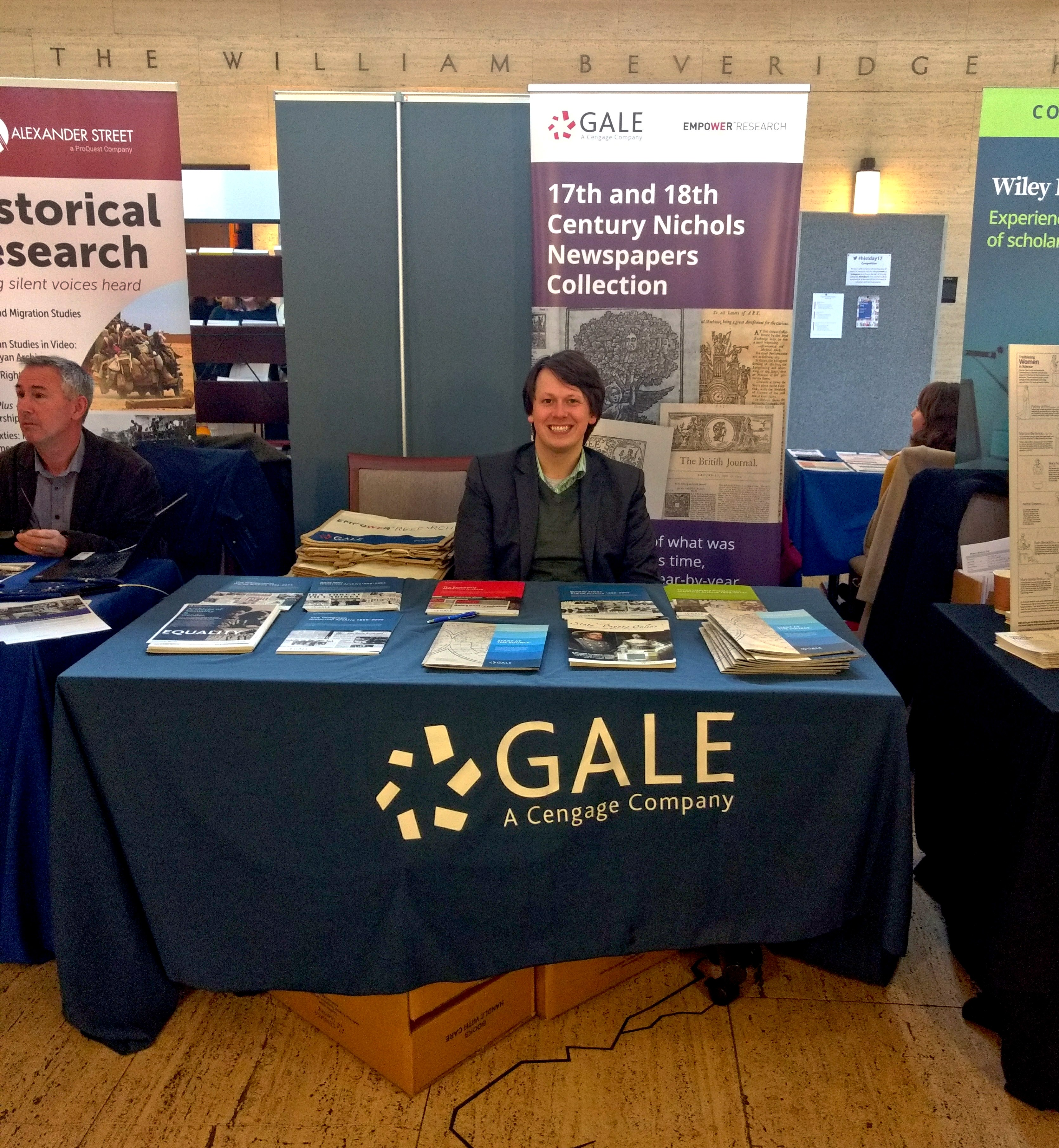
Gale à la journée de l'histoire de l'étude avancée de l'école de l'Université de Londres, octobre 2017.

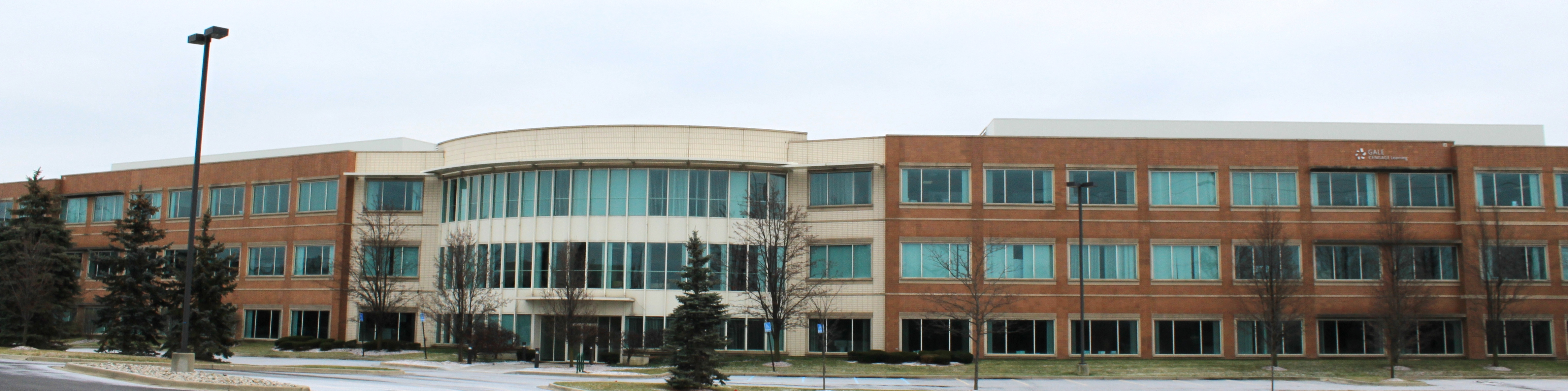
Siège de Gale Cengage, Farmington Hills

Gale est une maison d'édition éducative basée à Farmington Hills (Michigan), à l'ouest de Détroit. Depuis 2007, elle est une division de Cengage Learning.
La société, anciennement connue sous les noms de Gale Research et Gale Group, est active dans la recherche et l'édition pédagogique pour les bibliothèques publiques, universitaires et scolaires, ainsi que pour les entreprises. La société est connue pour ses bases de données de magazines et de journaux en texte intégral comme InfoTrac, ainsi que pour ses ouvrages de référence en plusieurs volumes, notamment dans les domaines de la religion, de l’histoire et des sciences sociales.

## Histoire
Fondée à Detroit dans le Michigan en 1954 par Frederick Gale Ruffner, la société Gale fut acquise en 1995 par la division Thomson Learning de Thomson Corporation.
En 1999, Thomson Gale racheta la Macmillan Library Reference (qui comprenait les éditions Scribner, Thorndike Press, Schirmer, Twayne Publishers et GK Hall) à Pearson (qui l’avait acquise de Simon & Schuster en 1998 qui en était propriétaire depuis 1994).
En 2000, il acquiert KG Saur Verlag, société basée à Munich, puis la vend à Walter de Gruyter en 2006.
Le 25 octobre 2006, Thomson Corporation annonce son intention de céder entièrement la division Thomson Learning car, selon les propos de son président Richard Harrington, « Elle ne correspond pas à notre vision stratégique à long terme ». Thomson estima la valeur de cette vente à environ 5 milliards de dollars mais Thomson Learning fut acheté par un consortium de capital-investissement composé d’Apax Partners et d’OMERS Capital Partners pour 7,75 milliards de dollars. Le nom de Thomson Learning fut remplacé par Cengage Learning le 24 juillet 2007
Patrick C. Sommers fut président de Gale du 22 octobre 2007 à son départ à la retraite en 2010.

## Produits
Gale propose des centaines de produits, tels que Academic OneFile, General OneFile, General Reference Center, Sabin Americana (basé sur la Bibliotheca Americana de Sabin) et la World History Collection.